# Verband der Privaten Bausparkassen

Logo des Verbandes der Privaten Bausparkassen

Der Verband der Privaten Bausparkassen vertritt in Deutschland die Bausparkassen, welche privatrechtlich organisiert sind. Hiervon unterschieden werden die öffentlich-rechtlichen Landesbausparkassen.

## Organisation und Sitz
In Deutschland werden die acht im Verband der Privaten Bausparkassen zusammengeschlossenen Bausparkassen in der Rechtsform von Aktiengesellschaften betrieben und befinden sich überwiegend im Eigentum oder Einflussbereich von Versicherungsgesellschaften oder Banken. Die größte private Bausparkasse, die Bausparkasse Schwäbisch Hall, ist eng mit den Genossenschaftsbanken verbunden und verkauft Bausparverträge über Volks- und Raiffeisenbanken.
Der Verband der Privaten Bausparkassen hat seinen Sitz im Berliner Botschaftsviertel, in der Klingelhöferstraße 4. Das fünfstöckige Gebäude am Ostrand des Tiergarten-Dreiecks wurde auf einem Grundstück von 960 m² nach Entwürfen des Architekturbüros Moore, Ruble, Yudell aus Santa Monica neu errichtet, und 2000 fertiggestellt. Das Gebäude wird auch von anderen Büromietern genutzt.

## Mitglieder des Verbandes
Mitgliedsbausparkassen des Verbandes der Privaten Bausparkassen sind:
- Alte Leipziger Bauspar AG
- Bausparkasse Mainz AG
- Bausparkasse Schwäbisch Hall AG
- BHW Bausparkasse AG
- Debeka Bausparkasse AG
- Deutsche Bausparkasse Badenia AG
- Signal Iduna Bauspar AG
- Wüstenrot Bausparkasse AG

## Ehemalige Mitglieder
- Heimstatt Bauspar AG (aufgelöst 1999)
- Leonberger Bausparkasse (aufgelöst 2001)
- AXA Bausparkasse AG (aufgelöst 2004)
- Vereinsbank Victoria Bauspar (aufgelöst 2009)
- Allianz Dresdner Bauspar (aufgelöst 2010)
- HUK-COBURG-Bausparkasse AG (aufgelöst 2012)
- Deutsche Bank Bauspar AG (aufgelöst 2019)
- Aachener Bausparkasse (aufgelöst 2020)
- BSQ Bauspar (aufgelöst 2024)
- start:bausparkasse AG  (aufgelöst 2024)